# Джонсон, Лора
Лора Джонсон (англ. Laura Johnson; род. 1 августа 1957, Бербанк, Калифорния) — американская актриса, наиболее известная благодаря роли Терри Хартфорд, злобной сестры героини Сьюзан Салливан, в прайм тайм мыльной опере CBS «Фэлкон Крест», где она снималась на регулярной основе с 1983 по 1986 год. За роль в шоу она номинировалась на премию «Дайджеста мыльных опер» как лучшая злодейка в 1986 году.
Джонсон родилась в Бербанке, штат Калифорния, и в 1977 году дебютировала на экране с ролей второго плана в фильмах «За причинами» и «Премьера». На телевидении у неё была второстепенная роль в «Даллас», прежде чем Джонсон начала сниматься в «Фэлкон Крест». После ухода из шоу у неё были основные роли в сериалах Heartbeat (ABC, 1988-89) и Born Free (синдикация, 1998), а также гостевые в «Закон Лос-Анджелеса», «Детектив Нэш Бриджес», «Сильное лекарство» и «Без следа».
С 1985 по 1989 год Джонсон была замужем за актёром Гарри Хэмлином, их развод весьма активно обсуждался в жёлтой прессе на фоне того, что Хэмлин сразу начал встречаться с Николетт Шеридан, актрисой из другой мыльной оперы CBS «Тихая пристань».